# Mikado (film)
 For alternative betydninger, se Mikado. (Se også artikler, som begynder med Mikado)
Mikado er en dansk kortfilm fra 2014 instrueret af Simon Lykke efter eget manuskript.

## Handling
Ditte og Lui er fuldstændig vilde med hinanden. Derfor kommer det som et chok, da Ditte opdager, at Lui besøger en prostitueret. Ikke for at gå i seng med hende, men for at skændes. Selvom alle fibre i Dittes krop stritter imod, starter hun et skænderi med Lui i et forsøg på at redde forholdet. Planen virker, og alle er glade ... eller er de?